# La Salle Theater

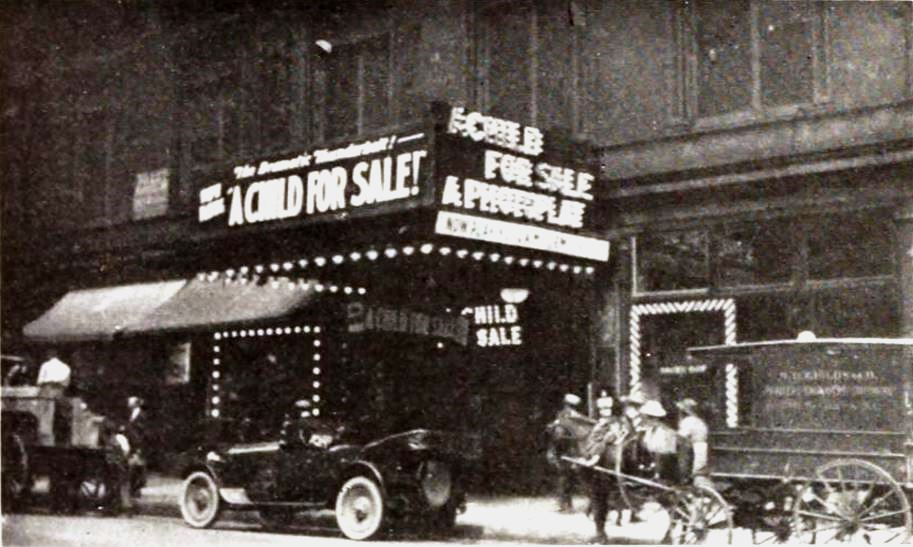
Werbung für den Kinofilm „A Child for Sale“ am La Salle Theater im Jahr 1920

Das La Salle Theater war ein einflussreiches Musical-, Vaudeville- und Dramentheater an zwei Orten in Chicago (USA). Zunächst an der Adresse 137 West Madison Street, bis 1902 noch unter dem Namen Orpheon Music Hall. Dort existierte es bis zum Jahr 1910. Es zog dann einige Häuser weiter zur 110 West Madison Street.
Bis zur Umwandlung zu einem Kino lief es als Theater erfolgreich bis ins Jahr 1927.  Endgültig geschlossen wurde es zu Ende der 1940er Jahre und schließlich im Frühjahr 1950 für den Neubau der St. Peter’s Church abgerissen, welche noch heute dort steht.

## Betreiber und Besitzer
Das ursprüngliche La Salle Theater (französisch für „Der Saal“) gehörte Anna Sinton Taft, der Ehefrau von  Charles Phelps Taft, welcher wiederum ein Bruder des US-Präsidenten William Howard Taft war.  Der Musicalproduzent Mort H. Singer war von 1903 bis 1910 der Pächter des Etablissements.
Nach einem längeren Rechtsstreit übernahm dann Harry Askin (1864–1934) und die La Salle Opera House Company das Haus. Letztere bestand aus Charles Murphy, Besitzer des Baseball-Vereins der Chicago Cubs, Askin selbst und verschiedenen anderen Anteilseignern.
Der lange Rechtsstreit entflammte an der Weigerung Singers die Kündigung seines Pachtvertrages anzuerkennen und den Theaterbetrieb einzustellen, da das Haus unter gleichem Namen und neuen Pächtern an anderer Stelle neu eröffnet werden sollte. Singer berief sich auf eine mündliche Zusage, wonach er das Theater fünf weitere Jahre betreiben durfte. Schließlich musste das Haus auf Anordnung des Gerichts gewaltsam geräumt werden, wobei auch die Einrichtung bewusst zerschlagen wurde, um einen weiteren (widerrechtlichen) Theaterbetrieb zu verunmöglichen.
Im Juni 1917 verkaufte Anna Sinton das La Salle an die Immobilienfirma S. W. Strauss & Co (unter Leitung von Albert L. Strauss (1871–1918))  1913 zählte das La Salle Theater zu den 36 Theatern, welche im Almanach der Chicago Daily News und dem Jahrbuch 1914 aufgeführt wurden.

## Ausgewählte Produktionen
- 1905: The Umpire, Buch und Text von  Will Millan Hough (1882–1962) und Frank Ramsey Adams (1883–1963); Musik: Joseph E. Howard;  300 Aufführungen
- 1907: The Girl Question, Autoren: dito; über 100 Aufführungen
- 1910: The Sweetest Girl from Paris, Buch und Text: Addison Burkhardt (1879–1937) und Collin Davis; Musik: Joseph E. Howard; Laufzeit zwei Jahre
- 1912: Louisiana Lou von  Addison Burkhardt, Frederick Donaghey und Ben Jerome, 265 Aufführungen